# The Gamer
The Gamer (coreà: 더 게이머, RR: Deo Geimeo) és un webtoon coreà publicat per Naver.

## Traduccions a l'anglès
Quan Naver va començar a posar disponibles globalment els còmics el 2014, molts webtoons, incloent The Gamer, van ser traduïts a l'anglès de manera oficial. Hankook Ilbo comentà que The Gamer és un exemple d'un webtoon que introdueix la cultura coreana a les audiències de parla anglesa. Juntament amb Torre de Déu i Girls of the Wild's, The Gamer és un dels webtoons més populars de les traduccions oficials a l'anglès del 2017.